# Mollosensaari
Mollosensaari is een eiland in de Zweedse Kalixälven. Het heeft geen oeververbinding. Het heeft een oppervlakte van ongeveer 8 hectare.